# الديوان الأميري القطري
الديوان الأميري القطري هو المقر الرئيسي للحكم في دولة قطر، والجهاز السيادي فيها، والمكتب الإداري للشيخ تميم بن حمد آل ثاني أمير البلاد، وهو حلقة الوصل بين الأمير وكافة الأجهزة الحكومية وغير الحكومية في الداخل والخارج، ويعرض عليه مشاريع القوانين والأدوات التشريعية للنظر في المصادقة عليها، ويبلغ توجيهاته للجهات المعنية.

## تاريخ الديوان الأميري
عرف الديوان الأميري قديما بقلعة البدع، وهي في الأصل قلعة شيدت في القرن الثامن عشر وكانت محصنة بأبراج للمراقبة، وخلال فترة الوجود العثماني (1871-1915) سميت بقلعة العسكر، وبعد رحيل العثمانيين في عهد الشيخ عبد الله بن جاسم حاكم قطر تولى مهمة إصلاح القلعة لتصبح فيما بعد مقرا لحكام قطر، وعرفت بقصر الدوحة وكذلك بقلعة الشيوخ. وفي عام 1971، وبعد إنهاء المعاهدة الأنجلو- قطرية لسنة 1916، تغير لقب حاكم دولة قطر إلى أمير، فأصبحت القلعة تُعرف بالديوان الأميري.
وفي مطلع الثمانينيات شيد مبنى جديد للديوان الأميري بجانب القصر القديم، وانطلق العمل الإداري فيه عام 1989، وهو يضم إلى جانب مكتب الأمير، مكتب نائب الأمير، ومكتب رئيس مجلس الوزراء.

## روابط خارجية

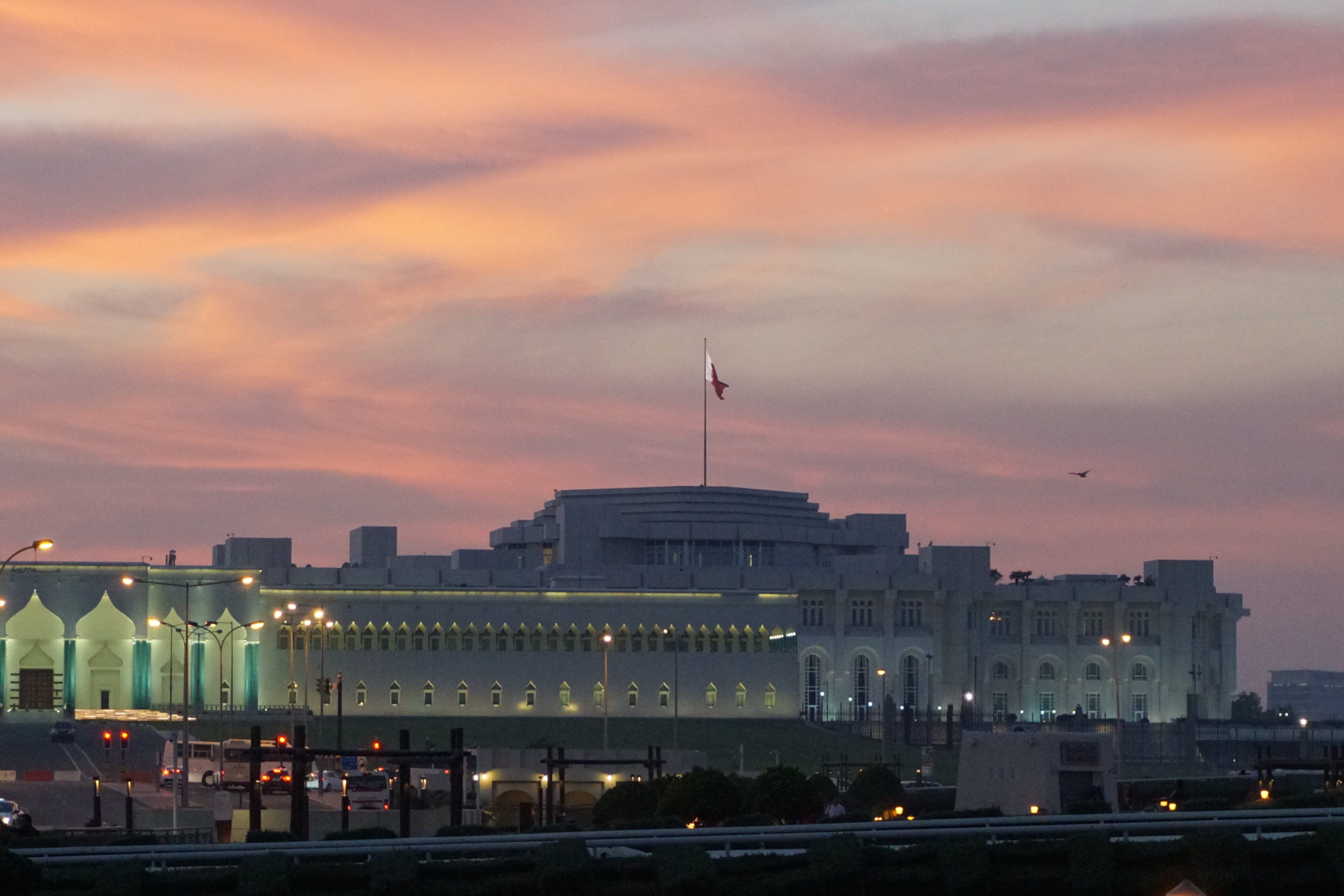
صورة لمبنى الديوان الأميري من شارع الكورنيش

- الديوان الأميري القطري
- الديوان الأميري
- القاعة الكبرى للقصر
- مكتب أمير دولة قطر